# Corralón (arquitectura)

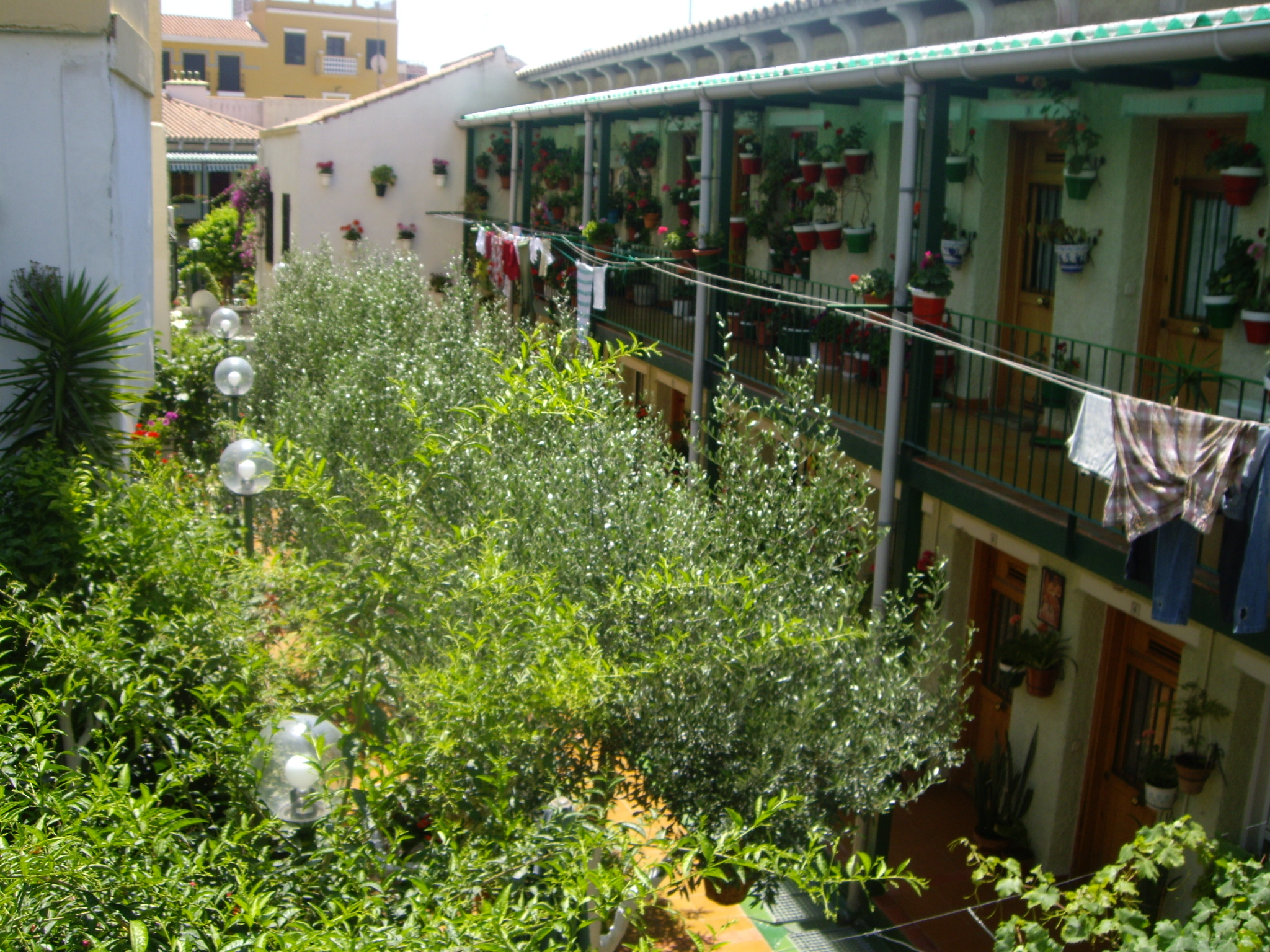
Patio de corralón en Málaga (España)

Corralón hace referencia a algunos modelos de patio interior con galerías corridas o bien al espacio de un corral grande en el interior de una vivienda.

## En España
En Andalucía es término popular para designar espacios interiores en viviendas  plurifamiliares provista de una galería voladiza en torno a un patio o plazuela central, y en su origen con un pozo o una fuente. Algunos ejemplos de este tipo se conservan en las barriadas de La Trinidad y El Perchel, donde se contabilizan 106 corralones.
Estas viviendas, asociadas a la marginalidad y el bajo nivel adquisitivo, ha llevado a la administración pública a organizar concursos de embellecimiento para fomentar la integración de los habitantes de estos edificios.